# Route nationale 18 (Madagascar)
Pour les articles homonymes, voir Route nationale 18.
La route nationale 18 (N 18) est une route nationale s'étendant de Vangaindrano jusqu'au Parc national de Midongy du Sud à Madagascar.

## Description
La route nationale 18 parcourt 132 km dans la région d'Atsimo-Atsinanana .
Elle part de la N 12 à Vangaindrano et se dirige vers le sud-ouest jusqu'au parc national de Midongy du Sud.

## Parcours
- Vangaindrano (croisement de la N 12)
- Ranomena
- Midongy - Parc national de Midongy du Sud
- Befotaka